# 피투피크 우주기지

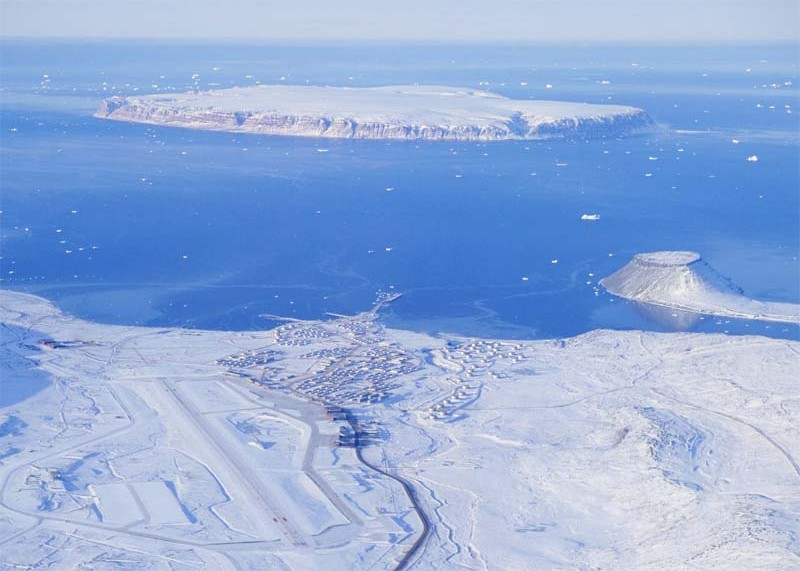
하늘에서 내려다본 툴레 공군기지

피투피크 우주기지( - 宇宙基地, 영어: Pituffik Space Base) 또는 구명칭 툴레 공군기지( - 空軍基地, 영어: Thule Air Base, THU)는 그린란드 북서부에 위치한 미국 공군의 최북단 기지이다. 북극점에서 1,524km 떨어져있으며, 카나크(툴레) 마을이 인근(100km 거리)에 있다.
예하에 예인정 한척이 있다. 함명은 "라이징 스타".

## 같이 보기
- 툴레인